# Diane Varsi
Diane Varsi (San Mateo, Califòrnia, Estats Units, 23 de febrer de 1938 − Hollywood, Califòrnia, 19 novembre de 1992) va ser una actriu estatunidenca.

## Biografia[1]
Nascuda a San Mateo (California), va ser una actriu cinematogràfica nord-americana coneguda per les seves actuacions en la sèrie televisiva Peyton Place, el seu debut en el cinema, i per a la que va ser nominada per a un Premi de l'Acadèmia i la pel·lícula de culte  Wild in the Streets .
Va deixar Hollywood per perseguir objectius personals i artístics, en particular en el Bennington College a Vermont, on va estudiar poesia amb el poeta i traductor Ben Belitt, entre d'altres. També va actuar a Compulsion (1958) i a  Bloody Mama  (1970).
El 19 de novembre de 1992, Varsi va morir per una insuficiència respiratòria a l'edat de 54 anys a Los Angeles. En el moment de la seva mort, ella també tenia la malaltia de Lyme. Està enterrada al cementiri de Mount Tamalpais a San Rafael, Califòrnia.

## Filmografia[3]
- 1957: Peyton Place: Allison MacKenzie
- 1958: 10, rue Frederick: Ann Chapin
- 1958: De l'infern a Texas (From Hell to Texas): Juanita Bradley
- 1959: Compulsion: Ruth Evans
- 1967: Roseanna: Mary Jane
- 1967: Sweet Love, Bitter: Della
- 1968: Wild in the Streets: Sally LeRoy
- 1968: Killers Three: Carol Warder
- 1970: Bloody Mama: Mona Gibson
- 1971: Johnny va agafar el fusell (Johnny Got His Gun): Quarta infermera
- 1972: The People (TV): Valancy Carmody
- 1977: I Never Promised You a Rose Garden: Sylvia

## Premis i nominacions
Nominacions
- 1958: Oscar a la millor actriu secundària per Peyton Place